# Francesco Montenegro
Francesco Montenegro (ur. 22 maja 1946 w Mesynie) – włoski duchowny katolicki, arcybiskup Agrigento w latach 2008–2021, od 2021 arcybiskup senior archidiecezji Agrigento, kardynał.

## Życiorys
Święcenia kapłańskie otrzymał 8 sierpnia 1969 i został inkardynowany do archidiecezji Messina-Lipari-Santa Lucia del Mela. Pełnił funkcje m.in. dyrektora diecezjalnego oddziału Caritas (1988-1993), asystenta diecezjalnego Włoskiego Centrum Sportowego, dyrektora diecezjalnego Apostolstwa Modlitwy oraz prowikariusza generalnego archidiecezji (1997-2000). W 1998 został Kapelanem Honorowym Jego Świątobliwości.
18 marca 2000 papież Jan Paweł II mianował go biskupem pomocniczym archidiecezji Mesyny, ze stolicą tytularną Aurusuliana. Sakry biskupiej udzielił mu 29 kwietnia 2000 ówczesny arcybiskup Mesyny Giovanni Marra.
23 lutego 2008 papież Benedykt XVI mianował go arcybiskupem Agrigento.
4 stycznia 2015 ogłoszony kardynałem przez papieża Franciszka. Insygnia nowej godności odebrał 14 lutego.
22 maja 2021 papież Franciszek przyjął jego rezygnację z pełnionej funkcji.
Kard. Montenegro był w latach 2015–2018 przewodniczącym włoskiej Caritas. Pełnił tę funkcję także w latach 2003–2008.
19 czerwca 2023 papież Franciszek mianował go administratorem apostolskim sede vacante eparchii Piana degli Albanesi. Brał udział w konklawe 2025, które wybrało papieża Leona XIV.